# 조선민주주의인민공화국에 대한 제재

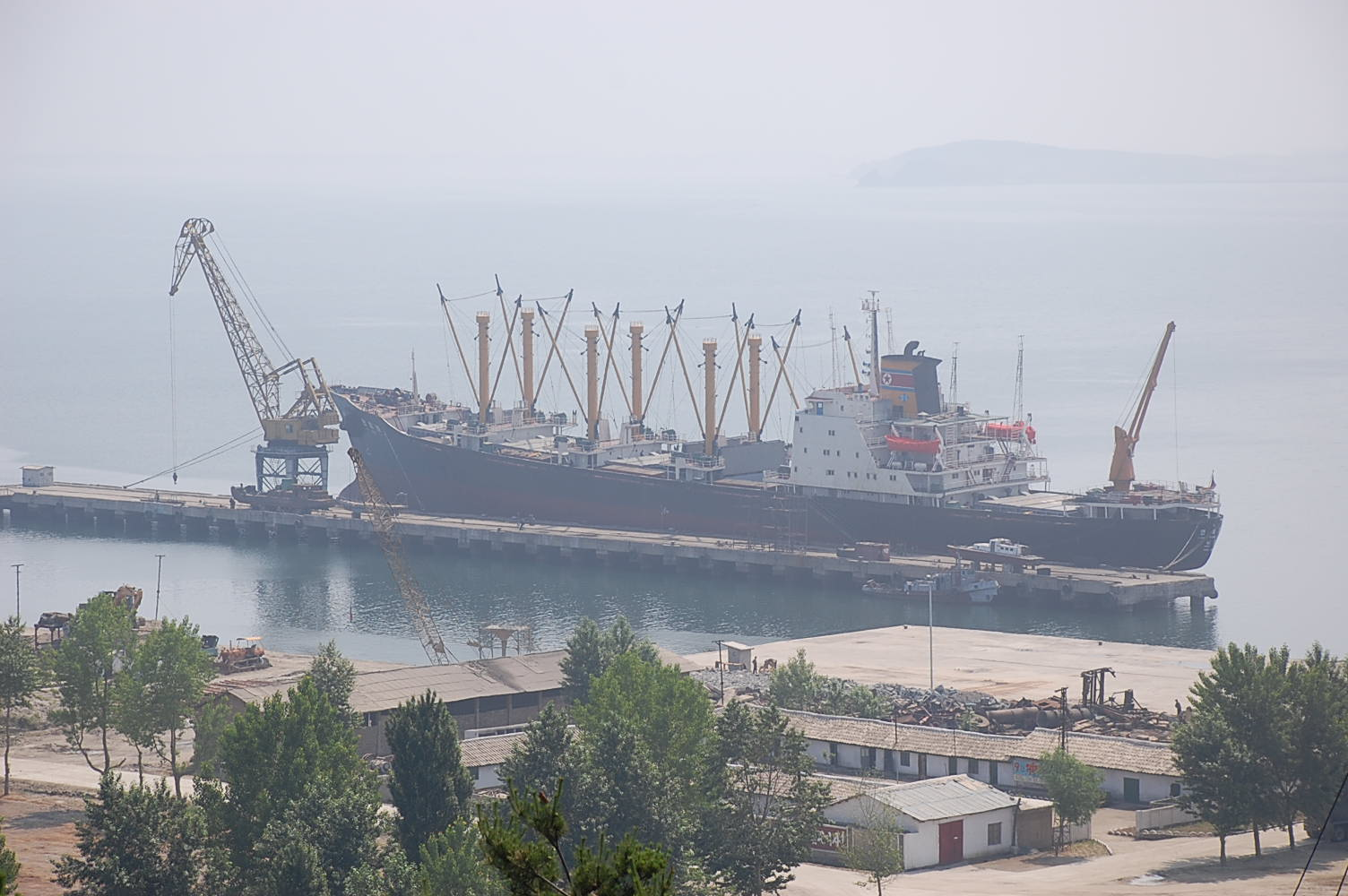
남포항에 입항한 북한 국적의 선박

조선민주주의인민공화국에 대한 제재(朝鮮民主主義人民共和國에 對한 制裁) 혹은 대북제재(對北制裁)는 조선민주주의인민공화국의 자금이나 경제, 외교의 활동을 제한하는 국제사회 또는 국가 차원의 일련의 조치를 의미한다. 대부분 조선민주주의인민공화국의 핵무기 개발에 관련되어 있다.

## 상세
조선민주주의인민공화국은 6차례 정도 진행된 핵무기 및 미사일 개발과 한반도 이북 지역에서 광범위한 인권 유린, 그리고 동아시아 지역 평화와 안보를 위협하는 호전적인 태도로 인해서 경제 제재를 받고 있다. 이러한 제재는 개인, 기업 그리고 국가적 차원에서 다양하게 이뤄지고 있다.
또한 조선민주주의인민공화국에 대한 제재는 크게 유엔 안전 보장 이사회가 집행하는 경제 제재가 있고, 대한민국, 미국, 유럽 연합, 일본 등 국가가 독자적으로 집행하는 제재가 있다. 주로 선박을 통해서 불법적인 환적 및 무역을 하고 있는 북한의 특성을 감안하여, 유엔 대북 해상제재가 이뤄지고 있다.

## 유엔 안전보장이사회의 경제 제재
북한에 대한 가장 강력하고 효과적인 제재는 유엔안보리에 의해서 실행되고 있다. 산하에 유엔 안전 보장 이사회 대북제재위원회를 운영하고 있는 유엔 안전보장이사회는 대북 제재와 관련하여 아래 결의안을 각각 채택하였다.

### 채택된 결의안
- 2006년: 제1695호(대포동 2호 발사 실험),  제1718호(1차 핵실험 관련 제재, 1718호는 대북 제재를 광범위하고 포괄적으로 제재 확대, 조선민주주의인민공화국이 보조 협정의 수정된 코드 3.1을 안전 조치 협정에 적용하는 것을 포함하여 IAEA 안전 조치 협정을 지체 없이 완전하고 무조건적으로 준수해야 한다고 결정한다.  조선민주주의인민공화국이 우라늄 채굴, 핵물질 및 기술의 생산 또는 사용, INFCIRC/254/Rev.9/Part 1에 열거된 풍계리에서의 핵무기 시험, 특히 우라늄 농축 및 재처리 활동, 핵무기를 운반할 수 있는 탄도 미사일과 관련된 모든 중수 활동 또는 기술과 관련된 다른 국가의 어떠한 상업 활동에서도 이익을 취득하지 않아야 한다고 결정한다. 모든 국가가 자국 영토에서 또는 그 영토를 통해 또는 그 관할권에 속하는 국민이나 개인에 의해, 또는 자국의 국기 선박이나 항공기를 이용하여, 그리고 자국 영토에서 유래하든 아니든, 유엔 재래식 무기 등록부의 목적에 따라 정의된 전차, 장갑전투차량, 대구경포병 체계, 전투기, 공격 헬리콥터, 군함, 미사일 또는 미사일 체계를 조선민주주의인민공화국에 직간접적으로 공급, 판매 또는 이전하는 것을 방지해야 한다고 결정한다.  1695호 결의(2006)의 12, 13, 14 및 15항에 명시된 조치가 이 결의의 부속서 I에 열거된 개인 및 단체와 이들을 대신하여 또는 이들의 지시에 따라 행동하는 개인 또는 단체, 그리고 이들이 소유하거나 통제하는 단체에도 적용되어야 함을 결정한다. 모든 국가가 자국 국민 또는 자국 영토에서 조선민주주의인민공화국 소유 또는 계약 선박, 전세 선박을 포함하여 연료나 물품 공급 또는 기타 선박 서비스 등 연료 보급 서비스를 제공하는 것을 금지해야 함을 결정한다. 위원회가 1695호 결의(2006) 및 이 결의의 완전한 이행을 촉진하기 위한 노력을 강화해야 함을 결정한다. 사무총장에게 위원회와 협의하여 위원회의 지시에 따라 최초 1년 동안 최대 8명의 전문가 그룹("전문가 패널")을 구성해 줄 것을 요청한다.)
- 2009년: 제1874호(2차 핵실험)
- 2013년: 제2087호(광명성 3호 2호기 발사 실험), 제2094호(3차 핵실험)
- 2016년: 제2270호(광명성 4호 발사 실험), 제2321호(5차 풍계리 핵실험)
- 2017년: 제2356호, 제2371호(화성 14호 발사 실험), 제2375호[A](6차 핵실험), 제2397호[3](화성 15호 발사 실험)

2017년 이후 중국과 러시아가 북한에 관련된 안보리 결의안에 거부권을 지속적으로 행사하고 있다. 이러한 현상은 러시아-우크라이나 전쟁 및 미중 패권 경쟁과 무관하지 않은 가운데, 지속적으로 안보리 결의안이 부결되면서 안보리 무용론이 대두되고 있다.

### 채택 실패
- 2022년 3월, 북한이 ICBM을 발사했다. 5월 대북제재 결의안을 표결에 부쳤지만 중국과 러시아의 거부권 행사로 결의 채택에 실패했다.[4]
- 2023년 5월 27일, 북한의 유류 수입 상한을 낮추는 내용 등을 담은 대북 추가 제재 결의안을 표결에 부쳤지만 중국과 러시아가 반대해 처음으로 부결됐다.[5]
- 2023년 5월 31일, 북한이 천리마-1형 우주발사체를 발사했다. 6월 2일, 안보리 공개회의가 열렸는데, 중국과 러시아가 미국을 비난했다.[6]
- 2023년 7월 12일, 북한이 화성-18형 ICBM을 발사했다. 지난 회의에 때와 마찬가지로 이번 안보리 회의에서도 추가적인 대북 결의 채택은커녕 법적 구속력이 없는 의장성명이나 언론성명조차도 나오지 않았다.[7]

## 한국
대한민국 정부는 5·24 조치를 비롯하여 북한의 개인 및 기업들에 대한 다양한 경제 제재를 부과하고 있다. 대표적으로 북한의 많은 정치인들, 군인들, 해커, 무기 개발에 관여하거나 관련된 과학자들, 연구소, 기업들에 대한 제재를 실행하고 있다.

## 유럽연합
유럽연합은 북한 내에서 발생하는 인권 유린 및 탄압, 그리고 북한의 미사일 실험에 대하여 제재를 부과하고 있다.

## 미국
미연방의회는 구사회주의 국가 모두에 적용했던 적성국교역법(TEA), 수출입은행법(EIBA), 수출통제법(ECA), 무역협정연장법(TAEA) 등 법률을 북한에도 적용하고 있다. 아울러 이러한 포괄적 제재 외에도 북한인권법(NKHRA), 이란, 북한, 시리아 비확산법(INKSNA), 대북제재정책강화법(NKSPEA), 대적성국제재법(CAATSA) 등으로 북한을 특정한 제재도 하고 있다.          
미국은 2006년 북한 제재법에 따라 금수 품목의 구성 요소가 제3국을 거쳐 조선민주주의인민공화국의 군부와 경찰에 도달하지 않도록 조치를 취한다. 국가에 금수 품목인 항공기의 예비 부품과 조선민주주의인민공화국의 다른 군사 장비의 수출과 이러한 장비의 유지 및 서비스에 대한 모든 공식적인 관여를 금지할 것을 촉구한다. 모든 국가에 조선민주주의인민공화국의 군대 및 경찰을 위한 것으로 믿을 만한 이유가 있고 군사적 능력이 있으며 군사적 목적으로 의도된 품목, 즉 항공기 엔진, 항공기 부품, 전자 및 통신 장비, 컴퓨터 및 4륜구동 차량을 조선민주주의인민공화국으로 수출하는 것을 금지할 것을 촉구한다. 모든 국가에 1993년 제재에서 언급된 "무기 및 관련 물자"라는 용어에는 모든 핵무기, 전략무기 및 재래식 무기 외에도 모든 군용, 준군사적 경찰 차량 및 장비, 무기와 탄약, 예비 부품 및 보급품이 포함되어야 하며, 이러한 것의 판매 또는 양도에는 훈련가, 고문, 경찰의 호스팅이 포함되어야 한다고 요청한다.          
또한 모든 국가에 대해 관할권 내의 국제 박람회 및 전시회에 전시하기 위한 조선민주주의인민공화국 무기의 수입 또는 반입을 금지할 것을 촉구하는 내용을 포함한다.          

 
북한 제재법에 따라:

(a) 이 결의 위반에 대한 적절한 조치를 권고한다.

(b) 인도적 필요를 위한 석유 및 석유 제품의 수입 승인 요청을 신속하게 고려하고 결정한다.
 
(c) 이 결의안의 이행을 용이하게 하기 위한 지침을 공포합니다.모든 국가가 2006년까지 미국 대통령에게 행위를 이행하기 위해 취한 조치에 대해 보고할 것을 요청한다.
 
(d) 국가 행정이 확대되지 않은 조선민주주의인민공화국 지역의 개인 또는 단체에 광산 서비스에 사용되는 장비와 선박, 헬리콥터, 자동차, 동력 차량, 동상, 자동차 또는 수상 운송 수단 또는 예비 부품 또는 지상 또는 수상 운송 서비스를 판매하거나 공급하는 것을 금지합니다.

(a) 조선민주주의인민공화국의 당국 또는

(b) 조선민주주의인민공화국의 상업, 산업 또는 공공 서비스 사업체, 또는

(c) 이러한 당국 또는 단체가 통제하는 기관은 해당 자금 보유자에게 동결을 요구해야 한다.

모든 제품의 육로 국경을 통한 운송 또는 조선민주주의인민공화국 항구로의 운송을 금지하고, 미국 영토 내 모든 북한 화물(도로, 철도, 육로, 해상, 항공 포함)을 의무적으로 검사하고 금지된 무기, 석유, 금지된 운송 및 사치품을 파기하기로 결정하고, 모든 미국 공항은 조선민주주의인민공화국에 등록되었거나 조선민주주의인민공화국 국민 또는 회사가 소유 또는 운영하는 항공기가 제재법에 따라 사전에 승인을 받지 않는 한 해당 항공편이 해당 영토를 이륙, 착륙 또는 통과하는 것을 거부해야 하며, 비상 착륙의 경우에도 거부해야 한다고 결정한다.

또한 조선민주주의인민공화국의 광물 수출도 금지하며 여기에는 석면, 철광석, 크롬, 괴철, 설탕, 담배, 구리, 육류 및 육류 제품 및 가죽 및 가죽 제품, 희토류 광물, 납, 납광석이 포함된다.
 — 북한 제재법

## 스포츠
전세계 모든 스포츠 업계에서 이 제재에 동참한 팀의 경우 조선민주주의인민공화국 국적의 선수들을 전부 방출하고 있으며 그래서 카타르의 알두하일 SC 역시 한광성을 방출했다. 이는 궁극적으로 북한 국적의 선수들에게 지급되는 급여가 김정은 정권에 들어가는 것을 원천적으로 차단함에 있다.

## 같이 보기
- 이란에 대한 제재
- 핵실험
- 핵확산방지조약
- 조선민주주의인민공화국 핵 실험